# ボンボンビザール〜よく効く恋のおまじない〜
『ボンボンビザール〜よく効く恋のおまじない〜』（ボンボンビザール よくきくこいのおまじない）は、ゼネラル･エンタテイメント原作（原案）、白沢まりも作画の日本の漫画作品。「なかよし」（講談社）2006年5月号から2007年2月号まで連載された。単行本はKCなかよし（講談社）から全2巻。
連載当初は橋本裕志が脚本（原作）を担当していたが、途中でとおやましゅうこに交代した（単行本には橋本の名前は記載されていない）。

## あらすじ
おまじないに夢中の中学生･青島ななみの前に、ルーとダンケという2人の青年が現れる。彼らとの出会いからしばらくして、ななみのクラスメイト・君塚一哉が行方不明になった。ななみは知る由もなかったが、一哉失踪の裏にはおまじないの国･ビザール国のお家騒動があった。そしてななみもまたそのお家騒動に巻き込まれていく。

## 書誌情報
とおやましゅうこ（脚本） 白沢まりも（作画） 『ボンボンビザール〜よく効く恋のおまじない〜』 〈講談社コミックスなかよし〉（全2巻）
1. 2006年10月6日初版発行、ISBN 978-4-06-364123-3
2. 2007年2月6日初版発行、ISBN 978-4-06-364135-6